# American Friends Service Committee
Odbor služenja Ameriških prijateljev (American Friends Service Comitee - AFSC) je versko društvo prijateljev (Kvekerjev), ki delujejo v prizadevanju za mir in socialno pravičnost in delujejo predvsem v ZDA. AFSC je bila ustanovljena leta 1917 kot prizadevanje ameriških članov Verske družbe prijateljev za pomoč civilnim žrtvam prve svetovne vojne. Z delovanjem je nadaljevala z ukrepi na področju Evrope in Sovjetske zveze tudi po premirju leta 1918.
Organizacija se prizadeva tudi za izboljšanje rasnih odnosov v ZDA, trudijo se tudi preprečevati naslednji večji svetovni konflikt pred in po drugi svetovni vojni. Vedno več zaposlujejo profesionalce namesto prostovoljcev in širijo dostopnost za zainteresirane skupine. Vedno bolj silovito se odzivajo na rasne krivice, ženske teme, seksualne manjšine.
Kvekerji tradicionalno nasprotujejo nasilju v vseh oblikah in zato zavračajo tudi vojaški vpoklic. Kvekerji so tako med prvimi, ki politično zagovarjajo pravico do nenasilnega služenja vojaškega roka. Leta 1947 je AFSC prejel Nobelovo nagrado za mir, kar je Odbor prejel skupaj z Britanskim Svetom prijateljev služenja (sedaj Kvekerske priče miru in socialnosti).

## Zgodovina
Organizacija je izvedla mnoge rešitve, kako izvesti vojaški rok z nenasilnim služenjem do dokončne profesionalizacije ameriške vojske. Da bi izkazali veljavnost nenasilnem služenju vojaškega roka, so se povezani z mnogimi nenasilnimi mirovnimi cerkvami in verskimi skupnostmi še pred prvo svetovno vojno in tako dokazovali izjemnost njihovega mirovnega prepričanja. 

Poleg izvajanja alternativnih programov za nabornike, je AFSC skrbela za hrano, oblačila in zaloge brezdomcev v Franciji, zbirali so tudi nova in rabljena oblačila, skrbeli za nenehni priliv sredstev za pomoč.
Po koncu vojne leta 1918 je AFSC začel delati v Rusiji, Srbiji in na Poljskem s sirotami, reševanjem lakote in bolezni, prav tako pa tudi v Nemčiji in Avstriji, kjer so ustanovili kuhinje za lačne otroke. Sčasoma je predsednik Herbert Hoover AFSC zadolžil, da izvaja sponzorirano pomoč Nemcem.
Pred drugo svetovno vojno je AFSC skrbela za begunce, azilante in politične emigrante, ki so zapuščali Nemčijo, prav tako pa skrbeli za otroke na obeh straneh španske državljanske vojne. V povojnih akcijah so pomagali tako v Evropi, Japonski, Indiji in Kitajskem. Pomagali so beguncem v Gazi.

## Programi in projekti
Danes se AFSC ukvarja s širokim naborom tem, držav in skupnosti. AFSC je prepričana, da so programi združeni z "neuklonljivim prepričanjem v bistveno vrednost vsakega človeka, ne-nasiljem kot načinom reševanja konfliktov, in močjo ljubezni, ki je kos zatiranju, diskriminaciji in nasilju." 
AFSC zaposluje več kot dvesto zaposlenih, ki delajo v več deset programov po vsej ZDA in deluje tudi še v  trinajstih drugih državah. Pogosto sodelujejo s kvekersko skupnostjo prijateljev z Združenega kraljestva Kvekerske priče socialnosti in miru.
AFSC zagotavlja tudi administrativno podporo Kvekerskem uradu Združenih Narodov (QUNO) v New Yorku. Ta urad je uradni glas kvekerstva v sedežu Združenih Narodov. Obstoja tudi drugi urad v Ženevi, Švica; podporo za ta urad dajejo evropski kvekerji. 

### Projekt Stroški Vojne
Stroški Vojne so eden trenutno najbolj pomembnih programov promocije miru. Ponujajo ocene v realnem času za povzročeno škodo in finančno breme vojne. Od 1. junija 2010  so stroški vojn v Iraku in Afganistanu presegli več kot 1 milijardo dolarjev, ocene pa ne vključujejo "prihodnje zdravstvene oskrbe vojakov in veteranov vojn".
Od leta 1970 je AFSC deležna kritik. Kvekerji so vedno manj udeleženi v samo organizacijo, v šestdesetih letih so bile opuščeni delovni tabori za mlade. Organizacija je deležna kritik militarne organiziranosti in antisemitizma.